# Verona (песма)
Verona песма је естонских певача Којт Тома и Лауре Полдвере са којом ће представљати Естонију на Песми Евровизије 2017. у Кијеву.